# Phương diện quân 6 (Đế quốc Nhật Bản)
Phương diện quân 6 (第6方面軍, Dai roku hōmen gun), là một phương diện quân của quân đội Đế quốc Nhật Bản, tham gia chiến tranh Trung-Nhật và thế chiến thứ 2.

## Lịch sử
Phương diện quân 6 được thành lập ngày 25 tháng 8 năm 1944 nằm trong biên chế Viễn chinh Trung Quốc quân, chủ yếu là một phương diện quân dự bị và là lực lượng đồn trú các tỉnh miền trung Trung Quốc, giữa sông Dương Tử và sông Hoàng Hà, mà Đế quốc Nhật Bản chiếm đóng. Sau sự thành công của cuộc hành quân Ichi-Go, nhiều đơn vị thiện chiến và trang thiết bị quân sự điều được điều chuyển tới Chiến tranh Thái Bình Dương, khiến cho các đơn vị non trẻ khó khăn trong việc bảo vệ miền trung Trung Quốc.
Phương diện quân 6 giải tán vào ngày 15 tháng 8 năm 1945 tại Hán Khẩu, đồng thời với sự đầu hàng của Đế quốc Nhật Bản.

## Biên chế
Tập đoàn quân 11
Tập đoàn quân 20
Lữ đoàn Hỗn hợp Độc lập 17
Lữ đoàn Hỗn hợp Độc lập 83
Lữ đoàn Hỗn hợp Độc lập 84
Lữ đoàn Hỗn hợp Độc lập 85
Lữ đoàn Bộ binh Độc lập 5
Lữ đoàn Bộ binh Độc lập 6
Lữ đoàn Bộ binh Độc lập 11
Lữ đoàn Bộ binh Độc lập 12

## Danh sách Chỉ huy

### Chỉ huy trưởng
|   | Tên                       | Từ                | Đến               |
| - | ------------------------- | ----------------- | ----------------- |
| 1 | Đại tướng Okamura Yasuji  | 25 Tháng 8, 1944  | 22 Tháng 11, 1944 |
| 2 | Đại tướng Okabe Naozaburo | 22 Tháng 11, 1945 | 15 Tháng 8, 1945  |

### Tham mưu trưởng
|   | Tên                           | Từ               | Đến              |
| - | ----------------------------- | ---------------- | ---------------- |
| 1 | Thiếu tướng Miyazaki Shuichi  | 25 Tháng 8, 1944 | 12 Tháng 2, 1945 |
| 2 | Thiếu tướng Karakawa Yasuo    | 12 Tháng 2, 1945 | 23 Tháng 4, 1945 |
| 3 | Thiếu tướng Nakayama Sadatake | 23 Tháng 4, 1945 | 15 Tháng 8, 1945 |

### Sách
- Dorn, Frank (1974). The Sino-Japanese War, 1937-41: From Marco Polo Bridge to Pearl Harbor. MacMillan. ISBN 0025322001.
- Madej, Victor (1981). Japanese Armed Forces Order of Battle, 1937-1945. Game Publishing Company. ASIN: B000L4CYWW.